# Domoszló
Domoszló è un comune dell'Ungheria di 2.144 abitanti (dati 2001). È situato nella contea di Heves.